# Revista Catalana de Teologia
La Revista Catalana de Teologia (amb les sigles RCatT, segons l'IATG²) és una publicació acadèmica amb avaluació d’experts (peer review), publicada per les Edicions de l'Ateneu Universitari Sant Pacià, sota l’auspici de la Facultat de Teologia de Catalunya. El seu objectiu és la producció, canalització i difusió de petits estudis i articles relatius als principals camps de la teologia cristiana: exegesi, patrística, teologia, litúrgia, història i dret canònic.
Va ser fundada l’any 1976 per la Secció Sant Pacià de l’actual Facultat de Teologia de Catalunya, essent-ne el primer director, fins al 2008, Josep Rius-Camps. El seu objectiu essencial va ser la d’implementar la teologia postconciliar en el context sociocultural de la segona meitat del segle xx, a la llum de les orientacions del Concili Vaticà II. Actualment es troba indexada a Old Testament Abstracts Online, a Dialnet, i a RACO. El seu ICDS, de 4,5, està inclòs a MIAR (Matriu d’Informació per a l’Anàlisi de Revistes) de la Universitat de Barcelona.

## Primer període (1976-2008)
Com a fruit de la recent creació de la Facultat de Teologia de Catalunya l'any 1968, el claustre de professors va decidir dotar-se d’una eina d’expressió i recerca científica fonamentalment en llengua catalana. El projecte de la revista es va presentar al Consell de la Secció de Sant Pacià el 28 de maig de 1973; i posteriorment fou presentat al Consell de Facultat, on eren representades les dues seccions (la de Sant Francesc de Borja i la de Sant Pacià), i una sessió celebrada el 15 de juny de 1973. Segons Massot i Muntaner: "Després del parèntesi forçat dels primers anys —en els quals no era possible publicar res en català—, van anar apareixent llibres i revistes de divulgació o d’investigació, en molts casos d’una qualitat indiscutible, algun cop d’interès internacional, com la «Revista Catalana de Teologia» (1976)". Aquesta es va materialitzar l'any 1976 amb l’aparició de Revista Catalana de Teologia, essent-ne el director Josep Rius-Camps. L’orientació específica fou la de generar un espai de reflexió teològica en què els estudiosos poguessin estar atents a la diversitat, profunditat i convergència de la problemàtica cultural del darrer terç del segle XX a Catalunya.
El primer Consell de Redacció fou format pels professors Gaspar Mora, Ramon Pou, Frederic Raurell i Josep Maria Via Taltavull. Posteriorment en formaren part també Josep Perarnau i Espelt, Miquel dels Sants Gros i Pujol, Oriol Tuñí i Vancells, Joan Bellavista i Ramon, Salvador Pié-Ninot, Xavier Alegre i Josep Castanyé.

## Segon període (2008-2019)
La publicació va voler iniciar una segona etapa caracteritzada pel manteniment del nivell d’exigència acadèmica i teològica, i per una embranzida en la seva difusió. El servei acadèmic, de gran valor a nivell català, es va voler reforçar tan pel que fa a la vida interna de la comunitat educativa de la Facultat de Teologia de Catalunya, com també pel que fa a la seva projecció exterior. Aquest projecte es va dur a terme sota la direcció de Joan Planellas i Barnosell, que en va assumir la direcció l'any 2008 i fins al 2019. Tota aquesta segona etapa es va caracteritzar per una millora en l'augment de la qualitat científica i de recerca dels articles que s'hi publicaven, i va contribuir a la modernització i la posada al dia de la presència pública de la teologia en l'àmbit català.

## Tercer període (2019-)
En el curs acadèmic 2018-2019, Joan Planellas i Barnosell és nomenat arquebisbe de Tarragona, de manera que la direcció de la Revista va encetar un tercer període, liderat per l’actual director Marcos Aceituno Donoso. Una de les línies d’actuació d’aquest període és la consolidació dels elements que manifesten qualitat de recerca en la recerca teològica, com ara la implementació del sistema de revisió de parells.